# Tunero
Tunero (Tunu Ero, Tonero) ist eine osttimoresische Aldeia im Suco Ilat-Laun (Verwaltungsamt Bobonaro, Gemeinde Bobonaro). 2015 lebten in der Aldeia 671 Menschen.

## Geographie
Tunero liegt im Westen des Sucos Ilat-Laun. Im Norden, Osten und Süden wird sie von der Aldeia Ilat-Laun umrahmt. Die Westgrenze bilden der Babonasolan und sein Zufluss der Anasola, Nebenflüsse des Marobo. Jenseits der Flüsse liegen die Sucos Ritabou und Raiheu.
Der Westhang des Foho Ilat-Laun (1061 m) reicht in den Osten von Tunero hinein. Auf ihn und einen vorgelagerten Berg führt eine kleine Straße, die die Ortschaften der Aldeia mit der Außenwelt verbinden. Im Dorf Tunero befinden sich der Sitz des Sucos, die Kapelle Nossa Senhora de Fátima und die Grundschule Beabenas Ilat-Laun. Nördlich liegt das Dorf Asubean (Asobea), südlich die kleine Siedlung Ulaga.

## Politik
2023 wurde Jitononio de Jesus Freitas zum Chefe de Aldeia gewählt.